# 法海你不懂爱
《法海你不懂爱》，著名歌手龚琳娜的歌曲，2012年12月31日，该歌曲首次亮相于湖南卫视的跨年晚会。原是用以批判《白蛇传》中拆散情人的和尚法海，视频流传后引起网友們吐槽，同时由于中国歷史上法海真有其人，是唐朝法海禪師，中國佛教徒大為抗议，以及网友对文艺创作中娱乐底线的讨论，导致“法海事件”。

## 概述
该歌曲作者是龚琳娜的丈夫老锣，灵感来源自中国古代神话传说《白蛇传》许仙和白素贞的爱情故事，由于农历2013年是蛇年，故而写作了这首歌。
该歌曲在湖南卫视播出之后，爆红网络，成为继《忐忑》之后的龚琳娜第二首神曲。
从2013年元月中旬开始，凤凰网华人佛教频道发表了中國佛教界法师抗议龚琳娜歌曲以及学者关于法海事件的一系列文章，上千万网友参与评论。